# Харама (писта)
Сиркуито Преманенте дел Харама (на испански: Circuito Permanente del Jarama), или само Сиркуито дел Харама и Харама, е писта за провеждане на автомобилни и мотоциклетни състезания, намираща се северно от Мадрид, Испания.

## История
В периода между 1968 и 1981 г. Сиркуито дел Харама е домакин на девет старта за Голямата награда на Испания. След това отпада от календара на Формула 1 именно защото е прекалено тясна за тогавашните стандарти.

## Характеристика
Построена е през 1967 г. по проект на нидерландския архитект Йоханес Хугенхолц. Дължината ѝ е 3,404 км. Тесните ѝ и бавни завои правят изпреварването изключително трудно. Доказателство за това е състезанието от Формула 1 през 1981 г., когато Жил Вилньов успява да запази първата позиция през цялото състезание, плътно преследван от четири по-бързи пилота. Най-бързата обиколка принадлежи на Жил Вилньов - 1:16,44 минути при средна скорост 160,328 км/ч през 1979 г. Повечето от завоите носят имената на легендарни автомобилни състезатели - Тацио Нуволари, Хуан Мануел Фанджо, Акиле Варци, Джузепе Фарина, Алберто Аскари и Алфонсо де Портаго.

## Победители във Формула 1
| Година | Победител         | Болид         | Време | Дължина на пистата | Обиколки | Средна скорост | Дата     |
| ------ | ----------------- | ------------- | ----- | ------------------ | -------- | -------------- | -------- |
| 1968   | Греъм Хил         | Лотус-Форд    |       |                    |          |                | 12 май   |
| 1970   | Джеки Стюърт      | Марч-Форд     |       |                    |          |                | 19 април |
| 1972   | Емерсон Фитипалди | Лотус-Форд    |       |                    |          |                | 1 май    |
| 1974   | Ники Лауда        | Ферари        |       |                    |          |                | 28 април |
| 1976   | Джеймс Хънт       | Макларън-Форд |       |                    |          |                | 2 май    |
| 1977   | Марио Андрети     | Лотус-Форд    |       |                    |          |                | 8 май    |
| 1978   | Марио Андрети     | Лотус-Форд    |       |                    |          |                | 4 юни    |
| 1979   | Патрик Депайе     | Лижие-Форд    |       |                    |          |                | 29 април |
| 1981   | Жил Вилньов       | Ферари        |       |                    |          |                | 21 юни   |